# Gomal (rivière)
Le Gomal est une rivière qui coule dans la partie orientale de l'Afghanistan (province de Paktika) et à l'ouest du Pakistan. C'est un affluent direct de l'Indus.

## Géographie
Le Gomal prend naissance en Afghanistan, au nord de la province de Paktika, district de Sar Hawza, à une quarantaine de kilomètres au sud-est du lac de barrage de Band-e Sardeh sur le Jelga, donc au sud-est de Ghazni. Dès sa naissance, il adopte la direction du sud et traverse ainsi toute la province de Paktika. Arrivé près de la frontière pakistanaise, il effectue une courbe vers l'est et aborde ainsi le territoire pakistanais, à l'endroit où il reçoit les eaux du Kundar (qui a suivi cette frontière sur plus de 100 kilomètres). 
Au Pakistan, il s'oriente vers l'est. Il reçoit, également en rive droite, son plus important affluent, le Zhob. Le Gomal contourne par le sud le territoire du Sud-Waziristan, et forme la frontière entre la province de Khyber Pakhtunkhwa et le Baloutchistan. 
Il rejoint l'Indus en rive gauche à une trentaine de kilomètres au sud de la ville de Dera Ismaïl Khan.

## Affluents
- Le Kundar.
- Le Zhob.